# Boz (Ain)
Boz és un municipi francès situat al departament de l'Ain i a la regió d'Alvèrnia-Roine-Alps. L'any 2007 tenia 491 habitants.

## Demografia

### Població
El 2007 la població de fet de Boz era de 491 persones. Hi havia 164 famílies de les quals 38 eren unipersonals (17 homes vivint sols i 21 dones vivint soles), 42 parelles sense fills, 76 parelles amb fills i 8 famílies monoparentals amb fills.
La població ha evolucionat segons el següent gràfic:
Habitants censats

### Habitatges
El 2007 hi havia 207 habitatges, 177 eren l'habitatge principal de la família, 17 eren segones residències i 14 estaven desocupats. 195 eren cases i 12 eren apartaments. Dels 177 habitatges principals, 140 estaven ocupats pels seus propietaris, 30 estaven llogats i ocupats pels llogaters i 7 estaven cedits a títol gratuït; 4 tenien dues cambres, 24 en tenien tres, 51 en tenien quatre i 98 en tenien cinc o més. 130 habitatges disposaven pel capbaix d'una plaça de pàrquing. A 55 habitatges hi havia un automòbil i a 106 n'hi havia dos o més.

### Piràmide de població
La piràmide de població per edats i sexe el 2009 era:
| Homes | Edats   | Dones |
| ----- | ------- | ----- |
| 0     | 95 o +  | 0     |
| 0     | 90 a 94 | 0     |
| 0     | 85 a 89 | 0     |
| 4     | 80 a 84 | 0     |
| 12    | 75 a 79 | 24    |
| 4     | 70 a 74 | 12    |
| 8     | 65 a 69 | 0     |
| 8     | 60 a 64 | 12    |
| 16    | 55 a 59 | 8     |
| 8     | 50 a 54 | 16    |
| 16    | 45 a 49 | 12    |
| 8     | 40 a 44 | 8     |
| 4     | 35 a 39 | 12    |
| 28    | 30 a 34 | 20    |
| 12    | 25 a 29 | 12    |
| 12    | 20 a 24 | 0     |
| 16    | 15 a 19 | 0     |
| 8     | 10 a 14 | 4     |
| 32    | 5 a 9   | 12    |
| 16    | 0 a 4   | 0     |

## Economia
El 2007 la població en edat de treballar era de 306 persones, 241 eren actives i 65 eren inactives. De les 241 persones actives 229 estaven ocupades (130 homes i 99 dones) i 12 estaven aturades (4 homes i 8 dones). De les 65 persones inactives 21 estaven jubilades, 16 estaven estudiant i 28 estaven classificades com a «altres inactius».

### Ingressos
El 2009 a Boz hi havia 182 unitats fiscals que integraven 479,5 persones, la mediana anual d'ingressos fiscals per persona era de 18.196 €.

### Activitats econòmiques
Dels 15 establiments que hi havia el 2007, 1 era d'una empresa extractiva, 1 d'una empresa de fabricació d'altres productes industrials, 5 d'empreses de construcció, 4 d'empreses de comerç i reparació d'automòbils, 2 d'empreses de serveis i 2 d'empreses classificades com a «altres activitats de serveis».
Dels 3 establiments de servei als particulars que hi havia el 2009, 1 era un taller de reparació d'automòbils i de material agrícola, 1 guixaire pintor i 1 fusteria.
L'únic establiment comercial que hi havia el 2009 era una botiga de menys de 120 m².
L'any 2000 a Boz hi havia 10 explotacions agrícoles.

## Equipaments sanitaris i escolars
El 2009 hi havia una escola elemental integrada dins d'un grup escolar amb les comunes properes formant una escola dispersa.

## Poblacions més properes
El següent diagrama mostra les poblacions més properes.